# Thần lực (Chiến tranh giữa các vì sao)
Thần lực hay Lực lượng (tiếng Anh: The Force) là một trường năng lượng siêu hình tồn tại khắp mọi nơi trong vũ trụ hư cấu Star Wars. Chỉ một số cá nhân đặc biệt "nhạy cảm với Thần lực" (tiếng Anh: Force-sensitive) mới có thể vận dụng được trường năng lượng huyền bí này. Trong Thiên hà giả tưởng của Star Wars, những môn đồ của dòng tu Jedi luôn có triết lý hướng tới sự "trở thành một với Thần lực" (tiếng Anh: become one with the Force). Trái lại, những môn đồ của dòng tu Sith cũng như một số thế lực độc ác khác trong Thiên hà lợi dụng và khuất phục Thần lực cho mục đích ích kỉ của riêng mình.

### Dẫn nguồn
- Bouzereau, Laurent (1997). Star Wars: The Annotated Screenplays. Ballantine Books. ISBN 0345409817.
- Cavelos, Jeanne (tháng 5 năm 1999). "5. The Force". The Science of Star Wars. St. Martin's Press. ISBN 0312209584.
- Kaminski, Michael (ngày 18 tháng 11 năm 2008). The Secret History of Star Wars. Legacy Books Press. tr. 75–77. ISBN 978-0978465230.
- Taylor, Chris (2014). How Star Wars Conquered the Universe: The Past, Present, and Future of a Multibillion Dollar Franchise. Basic Books. OCLC 889674238.